# District d'Ahmedabad
Le district d'Ahmedabad est un district de l'état du Gujarat en Inde. 
Il est centré sur la ville d'Ahmedabad, la 7e plus grande ville du pays.

## Géographie
Le district a une population de 7 214 225 habitants pour une superficie de 8 107 km2.